# Epistulae ex Ponto
Epistulae ex Ponto (Cartas do Mar Negro ou Cartas Pônticas) é um conjunto de cartas-elegias escritas pelo poeta latino Ovídio quando, no fim de sua vida, viveu exilado no Ponto Euxino (território às margens do Mar Negro, ao extremo leste do domínio romano) e dividido em quatro livros. Nessas cartas-elegias (um gênero que o próprio Ovídio orgulha-se de ter criado), Ovídio pede a amigos e familiares que intercedam junto à família imperial para a fim de que o imperador o perdoe ou pelo menos mude o lugar do seu exílio para um território mais próximo à Vrbs. O poeta descreve para os seus destinatários (e para o leitor) detalhes das suas condições de vida nesse "território selvagem": o frio intenso, as batalhas constantes, e a inesxistência de pessoas que conheçam a língua latina (de modo que o poeta, as escrever, sente-se como que "dança no escuro"). Numa das cartas, o poeta afirma ter escrito poemas no idioma geta, mas infelizmente eles não chegaram até nosso tempo.

## Traduções em língua portuguesa
Em português temos recente tradução de Geraldo José Albino.